# Francisco Garmendia Puértolas
Francisco Garmendia Puértolas (Quispicanchi, 29 de enero de 1821 - Plasencia, 13 de febrero de 1873) fue un industrial y político peruano. 
Fundó en 1861 en la hacienda de Lucre la Fábrica de Tejidos Lucre que fue una de las primeras industrias en el departamento del Cusco. Esta fábrica motivó la construcción, asimismo, de una central hidroeléctrica para su funcionamiento.
Dentro de la política fue Prefecto del Cusco, Alcalde del Cusco y, en 1872, participó en las elecciones presidenciales como candidato a segundo vicepresidente en la fórmula encabezada por Manuel Pardo y Lavalle que, a la postre, terminaría ganando la presidencia del Perú. 
Falleció en 1873 en Piacenza, Italia, en el curso de un viaje realizado con la intención de ampliar las instalaciones de su fábrica de una hepatitis fulminante a los 52 años de edad.